# Hyundai H-1
Hyundai H-1 er en varebil fra bilmærket Hyundai, bygget siden midten af 1997.
Den anden modelgeneration kom på markedet i starten af 2008. I Kina bygges den første modelgeneration stadigvæk af Anhui Jianghuai Automobile på licens under navnet JAC M1. Den aktuelle model hedder i Kina JAC M2.

## H-1/Starex/Libero (1997−2007)
Den første generation af H-1 med typekoden W var baseret på Mitsubishi L400. Den på H-1 baserede minibus hed Hyundai Starex og havde enten syv eller ni siddepladser. Modellerne H-1 og Starex kom på markedet i efteråret 1997. Bilen var i den første tid udstyret med Mitsubishis 2,5-liters 4D56-turbodieselmotor med 59 kW (80 hk). I 1999 fulgte en version med 73 kW (99 hk). Programmet omfattede også en 2,4-liters benzinmotor med 82 kW (112 hk).
I rammerne af et facelift blev Hyundais egenudviklede 2,5-liters dieselmotor med 103 kW (140 hk) introduceret i starten af 2003.
Lastrummet i H-1 kunne rumme 5,71 m³, og lasteevnen lå på 1240 kg. Bagklappen kunne ligesom på en stationcar åbnes opad, men der fandtes også en version med todelt fløjdør.
Til H-1's standardudstyr hørte el-justerbare sidespejle, el-bagrude, centrallåsesystem, el-ruder, servostyring, justerbar lændehvirvelstøtte på førersædet, førerairbag og ABS. Starex havde i forhold til H-1 kabinematerialer i en højere kvalitet.
Modellen kunne i visse europæiske lande som f.eks. Østrig og Schweiz også leveres med firehjulstræk.
Fra starten af 2000 blev ladvognen Hyundai Libero på basis af H-1 solgt i visse europæiske lande, i Danmark under navnet H-1 Loader.
- Hyundai H-1 (2003−2007)
- Starex med firehjulstræk
- Hyundai Libero/H-1 Loader (2000−2007)

## H-1 Travel/Cargo (2008−)
Den anden og aktuelle generation af H-1 kom på markedet i februar 2008. Modellen findes som kassevogn (H-1 Cargo) og minibus (H-1 Travel).
Ligesom første generation findes anden generation af H-1 med såvel sidehængslede fløjdøre som tophængslet bagklap. H-1 Cargo har en lasteevne fra 987 til 1111 kg. I starten fandtes 2,5 CRDi-dieselmotoren kun i en version med 125 kW (170 hk), kombineret med en femtrins manuel gearkasse, hvorved H-1 accelererede fra 0 til 100 km/t på 15,2 sekunder og havde en tophastighed på 180 km/t.
Siden april 2011 findes motoren også i en svagere version med 85 kW (116 hk) og et brændstofforbrug på 7,5 liter diesel pr. 100 km. Motorprogrammet blev i oktober 2011 udvidet med en 100 kW (136 hk)-version af samme motor. Såvel 116- som 136 hk-motoren er udstyret med sekstrins manuel gearkasse, hvorimod 170 hk-motoren siden 2011 kun findes med femtrins automatgear. Motoren opfylder i alle effekttrin Euro5-normen.
Modellen sælges siden slutningen af 2007 også af Dodge i Mexico under navnet Dodge H100 Van/Wagon.
I slutningen af 2018 fik modellen et facelift.
- Bagfra
- Hyundai H-1 Travel (2018−)
- Bagfra

### Tekniske data
| [ 3 ]                                          | 2.5 CRDi                  | 2.5 CRDi                  | 2.5 CRDi                  |
| Byggeår                                        | 4/2011−                   | 10/2011−                  | 2/2008−                   |
| Motordata                                      |                           |                           |                           |
| Motortype                                      | R4-dieselmotor            | R4-dieselmotor            | R4-dieselmotor            |
| Antal ventiler pr. cylinder                    | 4                         | 4                         | 4                         |
| Ventilstyring                                  | DOHC, kæde                | DOHC, kæde                | DOHC, kæde                |
| Fødesystem                                     | Commonrail                | Commonrail                | Commonrail                |
| Trykladning                                    | Turbolader, ladeluftkøler | Turbolader, ladeluftkøler | Turbolader, ladeluftkøler |
| Køling                                         | Vandkøling                | Vandkøling                | Vandkøling                |
| Boring × slaglængde                            | 91,0 × 96,0 mm            | 91,0 × 96,0 mm            | 91,0 × 96,0 mm            |
| Slagvolume                                     | 2497 cm³                  | 2497 cm³                  | 2497 cm³                  |
| Kompressionsforhold                            | 16,4:1                    | 16,4:1                    | 16,4:1                    |
| Maks. effekt ved omdr./min.                    | 85 kW (116 hk) 3800       | 100 kW (136 hk) 3800      | 125 kW (170 hk) 3600      |
| Maks. drejningsmoment ved omdr./min.           | 343 Nm 1500−2250          | 343 Nm 1500−2500          | 441 Nm 2000−2250          |
| Kraftoverførsel                                |                           |                           |                           |
| Drivende hjul                                  | Baghjul                   | Baghjul                   | Baghjul                   |
| Gearkasse                                      | 6-trins manuel            | 6-trins manuel            | 5-trins automatisk        |
| Præstationer                                   |                           |                           |                           |
| Topfart                                        | 154 km/t                  | 168 km/t                  | 180 km/t                  |
| Acceleration 0-100 km/t                        | 22,1 sek.                 | 17,6 sek.                 | 14,4 sek.                 |
| Brændstofforbrug pr. 100 km ved blandet kørsel | 7,5 liter Diesel          | 7,5 liter Diesel          | 8,8 liter Diesel          |
| CO2-udslip ved blandet kørsel                  | 197 g/km                  | 197 g/km                  | 231 g/km                  |